# Galina Sanko
Galina Sanko (en russe : Галина Захаровна Санько), née en 1904 et morte en 1981 à Moscou est une photographe et photojournaliste russe. Elle est l'une des rares femmes  russes à avoir servi comme photographe de guerre pendant la Seconde Guerre mondiale. L'une des photographes soviétiques les plus célèbres et les plus connues en Occident, elle a remporté de nombreux prix en Russie comme à l'étranger.

## Biographie
Galina Zakharovna Sanko est née en 1904. Enfant, elle est impressionnée par les photographies de femmes reporters dans des magazines comme Ogoniok et Projektor. Elle suit des cours de photographie pour acquérir une compréhension de base des techniques puis travaille comme assistante de laboratoire à la rédaction du journal Vodny Transport.
Au début des années 1930, elle devient photographe professionnelle et demande à participer à une expédition dans l'Arctique. Elle va avec le brise-glace Krassine dans la péninsule du Kamtchatka et les Îles Komandorski et hiverne sur l'île Wrangell en prenant des photos de la région et en visitant le mémorial de Vitus Bering sur l'île de Béring. Sanko a photographie également un voyage en Extrême-Orient, mais trouve sa véritable vocation dans le photojournalisme lors de la Seconde Guerre mondiale.
Après la mort de son mari en 1938, Sanko consacre sa vie à la photographie. Lorsque la guerre éclate, elle demande à partir au front comme correspondante de guerre. Elle suit d'abord une formation d'infirmière, puis étudie la conduite et la mécanique automobile. Autorisée à servir comme photographes de guerre, elle se porte volontaire en tant qu'infirmière en cas de besoin. Avec Natalia Bode, Olga Ignatovitch et Olga Lander, Galina Sanko est l'une des rares femmes russes à avoir couvert la Seconde Guerre mondiale. Elle travaille pour le magazine Frontovaïa Illustratsia et prend des photographies de batailles à Koursk, Moscou et Stalingrad, ainsi qu'à Briansk. Elle photographie également le front du Don près de Stalingrad. Elle reçoit en 1942 la médaille du mérite en combat. En 1944, elle photographie le siège de Leningrad. Vers la fin de la guerre, elle prend des photographies des combats contre le Japon. Elle est grièvement blessée à deux reprises pendant la guerre.

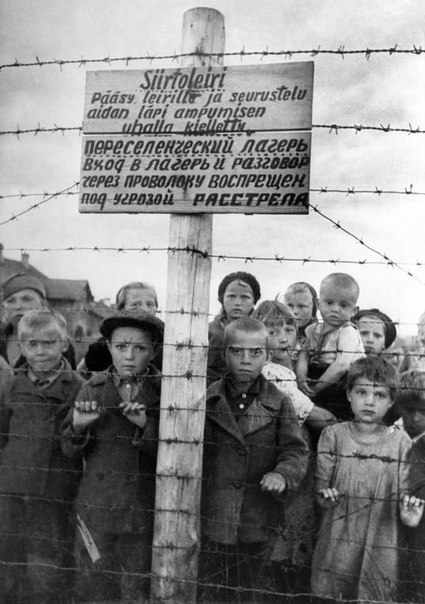
Photographie mise en scène d'enfants russes dans un ancien camp de transfert finlandais à Petrozavodsk le 29 juin 1944, un jour après que les Finlandais aient quitté la région. Le panneau indique, en finnois et en russe : « Camp de transfert. L'entrée dans le camp et les discussions à travers la clôture sont interdites, les contrevenants seront abattus."

Après la fin de la guerre, Sanko travaille pour le magazine russe Ogoniok. Son travail est interdit et reste caché dans une archive jusque dans les années 1960. Accusée d'avoir déformé la vérité avec ses photographies de la libération du camp de Petrozavodsk, Sanko est disculpée 20 ans après la guerre, quand elle retourne en république de Carélie et retrouve l'une des enfants qu'elle avait photographié dans le camp. Elle publie Claudia 20 ans plus tard et ses archives sont ouvertes en 1966. Elle meurt à Moscou, en 1981.

## Héritage
Sanko a participé à de nombreuses expositions photographiques dans son pays et à l'étranger. Elle a reçu l'Ordre de l'Étoile Rouge et de nombreuses médailles pour son travail. En 1966, lors de l'exposition internationale "Interpressphoto-66" de Moscou, Sanko reçoit une médaille d'or pour chacune de ses photos de "Prisonniers du fascisme" et "Vingt ans plus tard". En 1981, Sanko reçoit le titre de "Citoyenne honoraire de la ville de Gdov" pour ses photographies documentant la dévastation de la ville en 1944 et sa libération de l'occupation nazie..Son œuvre est conservé au Museum of Russian Photography
Au moins une photographie issue de sa série "Prisonniers du fascisme" a été utilisée comme preuve lors des procès de Nuremberg.
Sanko ne photographiait pas seulement la guerre mais les résultats de la bataille sur les soldats, le paysage ou les non-combattants. Longtemps inconnus en Occident, les travaux des photographes et photojournalistes soviétiques ont commencé à traverser le rideau de fer à partir des années 1990. En 1996, Christie's à New York a vendu 279 tirages de 24 photographes, dont Sanko, à un collectionneur de San Francisco. Le New York Times décrit en détail deux photographies de Sanko, l'une montrant les bottes de soldats allemands tombés et couverts de neige et l'autre, "Printemps en Ukraine" (1943), montrant la campagne idyllique dans laquelle un soldat allemand mortellement blessé gisait dans l'herbe avec son casque.